# Ixchiguán
Ixchiguán är en kommunhuvudort i Guatemala.   Den ligger i departementet Departamento de San Marcos, i den västra delen av landet, 160 km väster om huvudstaden Guatemala City. Ixchiguán ligger 3 196 meter över havet och antalet invånare är 2 263.
Terrängen runt Ixchiguán är huvudsakligen kuperad, men åt nordväst är den bergig. Runt Ixchiguán är det ganska tätbefolkat, med 78 invånare per kvadratkilometer. Närmaste större samhälle är Tajumulco, 13,0 km söder om Ixchiguán. I omgivningarna runt Ixchiguán växer huvudsakligen savannskog.